# Carrefour, Haiti
Carrefour (haitisk kreol: Kafou) är en kommun och fattig förort till Haitis huvudstad Port-au-Prince. Staden hade 2009 en uppskattad folkmängd på cirka 430 000 invånare. Området är huvudsakligen mycket eftersatt men småskaliga projekt har nyligen påbörjat renovering av stadens gator.
Carrefour var inte alltid en fattig förort. Innan de politiska problem som landet slungades in i var staden en populär plats för turister. Embargot USA lade mot landet till stöd för den avsatte presidenten Jean-Bertrand Aristide drabbade också orten hårt.   
Carrefour drabbades mycket hårt av jordbävningen i Haiti 2010 där staden befann sig alldeles intill epicentrum.